# Kelgena kelensis
Kelgena kelensis là một loài Trichoptera trong họ Limnephilidae. Chúng phân bố ở miền Cổ bắc.